# 양주 석굴암 석조지장보살좌상
양주 석굴암 석조지장보살좌상은 대한민국 경기도 양주시 장흥면 석굴암에 있는 조선시대의 석불이다. 2011년 3월 8일 경기도의 문화재자료 제162호로 지정되었다.

## 개요
양주 석굴암 석조지장보살좌상은 佛石(慶州石)이라 부르는 활석을 쪼아 만든 것으로 삼성각에 보관되어 있으며, 머리 위에 두건을 두른 피건형으로 양 어깨에 두건자락이 늘어져 있다.
이 지장보살좌상은 『봉선사본말사지』에 1873년 戊子生 李氏進明行이 발원하여 한봉창엽과 금곡영환이 나한상과 같이 제작하였다고 한다. 이 불상을 만든 한봉창엽과 금곡영환은 19세기 경기도를 중심으로 활동한 대표적인 불화승이다. 조선후기 불교조각사의 흐름을 살펴보면, 18세기 중반부터 불화승에 의하여 불화의 제작과 더불어 불상 제작이 시작되었음을 알 수 있다.

## 참고 문헌
- 양주 석굴암 석조지장보살좌상 - 국가유산청 국가유산포털